# Erde-Büffel
Der Erde-Büffel (Jichou, chinesisch 己丑, Pinyin jǐchǒu) ist das 26. Jahr des chinesischen Kalenders (siehe Tabelle 天支 60-Jahre-Zyklus). Es ist ein Begriff aus dem Bereich der chinesischen Astrologie und bezeichnet diejenigen Mondjahre, die durch eine Verbindung des sechsten Himmelsstammes (己,  jǐ, Element Erde und Yīn) mit dem zweiten Erdzweig (丑,  chǒu), symbolisiert durch den Büffel (牛,  niú), charakterisiert sind.
Nach dem chinesischen Kalender tritt eine solche Verbindung alle 60 Jahre ein. Das letzte Erde-Büffel-Jahr begann 2009 und dauerte wegen der Abweichung des chinesischen vom gregorianischen Kalenderjahr vom 26. Januar 2009 bis 13. Februar 2010.

## Erde-Büffel-Jahr
Im chinesischen Kalenderzyklus ist das Jahr des Erde-Büffels 己丑jǐchǒu das 26. Jahr (am Beginn des Jahres: Erde-Ratte 戊子 wùzǐ 25).
| Liste der Erde-Büffel-Jahre des 60-Jahres-Zyklus (Ende des Zyklus – bei Zählung vom 1. Regierungsjahr Huángdì) (Beginn des Zyklus – bei Zählung vom 61. Regierungsjahr Huángdì)            |              |              |              |              |              |              |              |              |              |              |
| Zykl. | 0            | 1            | 2            | 3            | 4            | 5            | 6            | 7            | 8            | 9            |
| 0 | 2672 v. Chr. | 2612 v. Chr. | 2552 v. Chr. | 2492 v. Chr. | 2432 v. Chr. | 2372 v. Chr. | 2312 v. Chr. | 2252 v. Chr. | 2192 v. Chr. | 2132 v. Chr. |
| 10 | 2072 v. Chr. | 2012 v. Chr. | 1952 v. Chr. | 1892 v. Chr. | 1832 v. Chr. | 1772 v. Chr. | 1712 v. Chr. | 1652 v. Chr. | 1592 v. Chr. | 1532 v. Chr. |
| 20 | 1472 v. Chr. | 1412 v. Chr. | 1352 v. Chr. | 1292 v. Chr. | 1232 v. Chr. | 1172 v. Chr. | 1112 v. Chr. | 1052 v. Chr. | 992 v. Chr.  | 932 v. Chr.  |
| 30 | 872 v. Chr.  | 812 v. Chr.  | 752 v. Chr.  | 692 v. Chr.  | 632 v. Chr.  | 572 v. Chr.  | 512 v. Chr.  | 452 v. Chr.  | 392 v. Chr.  | 332 v. Chr.  |
| 40 | 272 v. Chr.  | 212 v. Chr.  | 152 v. Chr.  | 92 v. Chr.   | 32 v. Chr.   | 29           | 89           | 149          | 209          | 269          |
| 50 | 329          | 389          | 449          | 509          | 569          | 629          | 689          | 749          | 809          | 869          |
| 60 | 929          | 989          | 1049         | 1109         | 1169         | 1229         | 1289         | 1349         | 1409         | 1469         |
| 70 | 1529         | 1589         | 1649         | 1709         | 1769         | 1829         | 1889         | 1949         | 2009         | 2069         |
| 80 | 2129         | 2189         | 2249         | 2309         | 2369         | 2429         | 2489         | 2549         | 2609         | 2669         |
| Hinweis: Die laufende Nr. des Zyklus ergibt sich aus der Zeilen-Nr. addiert mit der Spalten-Nr. Beispiel: Das Erde-Büffel-Jahr des 35. Zyklus (Zeile 30 + Spalte 5) entspricht 572 v. Chr. |              |              |              |              |              |              |              |              |              |              |